# Fliegerhorst Gutenfeld
Der Fliegerhorst Gutenfeld war ein Fliegerhorst der Luftwaffe der Wehrmacht nahe dem ostpreußischen Gutenfeld.

## Geschichte
Der Fliegerhorst wurde zwischen 1936 und 1937 neu angelegt. Die Start- und Landebahn hatte einen Grasuntergrund. Im Süden und Südosten des Fliegerhorstes befanden sich in einer Reihe fünf Flugzeughangars. Dahinter weitere Wirtschafts- und Unterkunftsgebäude. Das Gebäude für die Flugkontrolle lag östlich des Flugfeldes. Als erste fliegende Einheit war hier, ab Juli 1939, die I./JG 21 stationiert. Auch waren hier von 1939 bis 1945 die Luftkriegsschule 4, das Flieger-Ausbildungs-Regiment 53 und weitere Schulen untergebracht. Die folgende Tabelle zeigt eine Auflistung ausgesuchter fliegender aktiver Einheiten (ohne Schul- und Ergänzungsverbände) der Luftwaffe die hier zwischen 1939 und 1945 stationiert waren.
| Von            | Bis           | Einheit                                                                             | Ausrüstung            |
| -------------- | ------------- | ----------------------------------------------------------------------------------- | --------------------- |
| Juli 1939      | August 1939   | I./Jagdgeschwader 21 (I. Gruppe des Jagdgeschwaders 21)                             | Messerschmitt Bf 109D |
| Januar 1943    | Februar 1943  | I./Kampfgeschwader 4 (I. Gruppe des Kampfgeschwaders 4)                             | Heinkel He 111H       |
| September 1944 | Januar 1945   | 14./Kampfgeschwader 55 (14. Staffel des Kampfgeschwaders 55)                        | Junkers Ju 88C        |
| November 1944  | Dezember 1945 | 10.(Pz)/Schlachtgeschwader 1 (10. (Panzerjagd-)Staffel des Sturzkampfgeschwaders 1) | Junkers Ju 87G        |

Im Frühjahr 1945 besetzten sowjetische Truppen das Gelände des Fliegerhorstes. Seit 1945 gehört Lugowoje (russisch Луговое) zur russischen Oblast Kaliningrad. Die sowjetische Luftwaffe nutzte den Flugplatz bis 1990. Seitdem ist das Gelände verwaist.